# Multipel acylkoenzym A-dehydrogenasbrist
Multipel acylkoenzym A-dehydrogenasbrist (MAD-brist) är en ämnesomsättningssjukdom som drabbar mindre än 1 barn per år i Sverige. Sjukdomen uppstår till följd av mutationer i någon av de tre generna ETFA, ETFB och ETFDH som kodar för proteiner som ingår i andningskedjan. De muterade generna leder till felaktiga proteiner vilket i sin tur innebär att energi inte kan utvinnas ur den näring man får i sig och metaboliterna, t.ex. mjölksyra, glutarsyra och isovaleriansyra, ansamlas i kroppen och verkar toxiskt på cellerna. Symptomen kan innefatta lågt blodsocker (hypoglykemi), dålig aptit, feber, diarré och att man sover längre och oftare.

## Genetik
Sjukdomen uppstår till följd av mutationer inom tre olika gener: ETFA, ETFB och ETFDH. Det räcker att en av dessa tre gener är muterade för att en fenotyp ska uppvisas. Det finns flera hundra kända sjukdomsassocierade mutationer för var och en av de tre generna, vilket innebär att det inte är en och samma mutation som orsakar sjukdomen utan alla som är sjuka uppvisar olika typer av mutationer  Beroende på vilken av generna som har mutationen benämns sjukdomen som glutarsyrauri IIA, IIB eller IIC men det finns ingen större skillnad i symtom mellan dessa . 
EFTA genen ligger på q-armen hos kromosom 15 (q24.2-q24.3), är 96,115 baspar lång  och består av 12 exon . EFTB genen ligger på q-armen hos kromosom 19 (q13.41), är 21,248 baspar lång  och består av 6 exoner . EFTDH genen ligger på q-armen hos kromosom 4 (q32.1), är 37,499 baspar lång  och består av 13 exon .
Ovan nämnda gener kodar för olika subenheter i electron transfer flavoprotein som ingår i andningskedjan i cellens mitokondrier där energi produceras från bland annat långa fettsyror 

## Ärftlighet
Multipel acyl-CoA dehydrogenasbrist (MAD-brist) är en autosomalt recessiv sjukdom, vilket innebär att båda allelerna måste bära på sjukdomsassocierade mutationer för att en fenotyp, dvs. symtom, ska uppstå. 

## Provtagning och diagnostik
I Sverige och många andra länder screenas nyfödda barn för en rad olika medfödda metaboliska sjukdomar, där bland MAD-brist, med hjälp av det så kallade PKU-testet. Ett blodprov tas från barnets armveck, handrygg eller häl så snart som möjligt efter 48 timmar efter födseln. Blodet placeras sedan på speciella filterpapper och får lufttorka innan de analyseras . På laboratoriet stansas sedan 3 mm stora cirklar av filterpapperet ut som därefter analyseras med hjälp av tandem-masspektrometri. Det man letar efter är speciella metaboliter som produceras vid de olika metaboliska sjukdomarna eftersom många av sjukdomarna kan bero på flera hundra olika mutationer, vilket komplicerar en screening av genomet . I fallet MAD-brist letar man bland annat efter mjölksyra, glutarsyra och isovaleriansyra som utsöndras i stora mängder vid brist på enzymerna som bryter ned dem . I Sverige föds cirka 1 barn per år med MAD-brist .

## Symptom
Symtomen som uppstår vid MAD-brist beror på höga mängder näringsämnen och delvis nedbrutna näringsämnen som ansamlas i kroppen och verkar toxiskt för kroppens celler  Några symtom som uppstår vid MAD-brist är lågt blodsocker (hypoglycemi), dålig aptit, feber, diarré och att man sover längre och oftare 

## Behandling
Behandling för barn som lider av MAD-brist är ofta livslång och kan variera mellan individer. Exempel på behandlingar är en diet innehållande en liten mängd fett och mycket kolhydrater, att undvika att gå utan mat för lång tid eller tillskott av riboflavin, L-carnitin och glycin 